# Borodino (Krasnojarsk)
Borodino (russisch Бородино) ist eine Stadt in der Region Krasnojarsk (Russland) mit 17.416 Einwohnern (Stand 14. Oktober 2010).

## Geographie
Die Stadt liegt etwa 120 Kilometer (Luftlinie) östlich der Regionshauptstadt Krasnojarsk im nördlichen Vorland des Ostsajangebirges. Unweit der Stadt verläuft das Flüsschen Irscha im Einzugsbereich des Jenissei-Nebenflusses Kan.
Borodino ist der Regionsverwaltung direkt unterstellt.

## Geschichte
In den 1820er Jahren entstand etwa fünf Kilometer südöstlich des heutigen Stadtzentrums das Dorf Borodino. Es wurde von Soldaten des Semjonowski-Regiments, einer Eliteeinheit der russischen Armee, gegründet, die wegen Befehlsverweigerungen im Jahre 1820 in diese Gegend verbannt worden waren, und in Erinnerung an die Schlacht von Borodino während des Vaterländischen Krieges von 1812 benannt.
1949 entstand an neuer Stelle eine Arbeitersiedlung (als Siedlung städtischen Typs) im Zusammenhang mit der beginnenden Erschließung des Kansk-Atschinsker Braunkohlebeckens. Der Tagebau Borodinski (auch Irscha-Borodinski) nahm im Dezember des gleichen Jahres die Produktion auf.
1981 wurde das Stadtrecht verliehen.

### Bevölkerungsentwicklung
| Jahr | Einwohner |
| ---- | --------- |
| 1959 | 9.921     |
| 1970 | 10.838    |
| 1979 | 11.331    |
| 1989 | 18.426    |
| 2002 | 19.181    |
| 2010 | 17.416    |

Anmerkung: Volkszählungsdaten

## Kultur und Sehenswürdigkeiten
Borodino besitzt seit 1998 ein Museum zur Stadtgeschichte.

## Wirtschaft und Infrastruktur
Stadtbildendes Unternehmen ist der Tagebau Borodinski südlich der Stadt, der heute der Sibirischen Kohle- und Energiegesellschaft (Sibirskaja ugolnaja energetitscheskaja kompanija, Siberian Coal Energy Company, SUEK) gehört. Seit Bestehen des Tagebaus wurden gut 800 Millionen Tonnen Braunkohle gefördert, bis zu 30 Millionen Tonnen pro Jahr.
Die nächstgelegene Eisenbahnstation befindet sich im 15 Kilometer nordwestlich gelegenen Saosjorny an der Transsibirischen Eisenbahn (Station Saosjornaja, Streckenkilometer 4264 ab Moskau). Hier zweigt auch eine Werkbahn zu den Braunkohlentagebauen ab.
Die Fernstraße M53 von Nowosibirsk über Krasnojarsk nach Irkutsk umgeht die Stadt östlich, unweit des alten Dorfes und heutigen Stadtteils Borodino.

## Söhne und Töchter der Stadt
- Olga Jakuschowa (* 1991), russische Biathletin
- Olga Medwedzewa (* 1975), russische Biathletin
- Olga Romasko (* 1968), russische Biathletin